# Sarkazam
Sarkazam (grč. σαρκασμός, sarkasmós; sarkazein = gristi usne od bijesa, sarx = meso) je pojačana ironija. To je oštra poruga, jaka ironija. Polazište joj je negativan stav prema onomu kojem je upućena. Sarkazam može izgubiti smisao u tekstualnim medijima, kao što su online chatovi, te se zbog toga u nekim online društvima označava posebnim znakom na kraju izjave.